# ميخائيل وانغ
ميخائيل وانغ (بالإنجليزية: Michael Wong)‏ (و. 1965 – م) هو ممثل، وممثل تلفزيوني، من الولايات المتحدة الأمريكية، ولد في ألباني، نيويورك.

## وصلات خارجية
- ميخائيل وانغ على موقع IMDb (الإنجليزية)
- ميخائيل وانغ على موقع ألو سيني (الفرنسية)
- ميخائيل وانغ على موقع أول موفي (الإنجليزية)
- ميخائيل وانغ على موقع قاعدة بيانات الأفلام السويدية (السويدية)
- ميخائيل وانغ على موقع قاعدة بيانات الفيلم (الإنجليزية)
- ميخائيل وانغ على موقع كينوبويسك (الروسية)